# Museo virtual de Canadá
El museo virtual de Canadá (en francés: Musée virtuelle du Canada, en inglés: Virtual Museum of Canada) es un museo nacional localizado en la ciudad de Gatineau, Canadá. Con un directorio de más de 3000 instituciones de patrimonio canadiense y una base de datos de más de 600 exposiciones virtuales, el museo reúne a la mayoría de centros de Canadá, independientemente de su tamaño o ubicación geográfica.
El museo incluye exposiciones virtuales, material educativo y más de 800 000 imágenes. Mientras que el contenido en el Museo virtual de Canadá está creado por los museos canadienses, es administrado por la Canadian Heritage Information Network, que es una empresa especial dentro del Departamento de Patrimonio Canadiense.
Ofrece un entorno en línea para las comunidades canadienses, con el fin de contar sus historias y preservarlas. Una manera en que esto se logra es a través de los Programas de Inversión del museo, que invierte en los mismos para crear exposiciones en línea. El Programa de Inversión en Exposiciones Virtuales está orientado a medianas y grandes instituciones. Existe una oferta llamada Programa Comunitario de recuerdos, que es un programa de inversiones diseñado para los pequeños museos comunitarios canadienses, para que puedan crear exposiciones en línea acerca de su historia.
El museo también se asocia con sus miembros para crear proyectos de museos exploratorios a través del Laboratorio. Por ejemplo, la exposición Joe Fafard, producido con la Galería Nacional de Canadá ha explorado el uso de las imágenes en 3D, en el entorno de la galería.